# Гагра (футбольний клуб)
Га́гра (груз. გაგრა) — грузинський футбольний клуб, заснований 2004 року, який з сезону 2011/12 грає у лізі Умаглесі.
Команда представляє внутрішньо переміщених осіб, які були змушені покинути абхазьке місто Гагра. Територіально клуб розташований у Тбілісі.

## Досягнення
Володар Кубка Грузії (2) : 2011, 2020

## Відомі гравці
- Гіоргі Джгереная
- Лаша Тотадзе